# Paolo Maura
Paolo Maura (Mineo, 23 gennaio 1638 – Mineo, 24 settembre 1711) è stato un poeta italiano.
È stato un rappresentante della poesia satirico-burlesca che prosperò in Sicilia nel corso del XVII secolo.

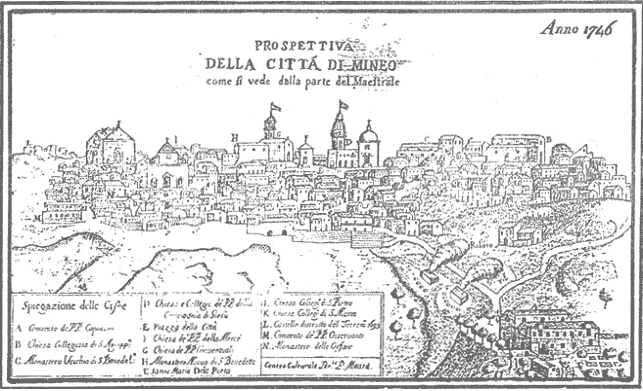
Mineo in una stampa del 1746

## Biografia
È possibile ricostruire la biografia di Paolo Maura attraverso le notizie trasmesse dal canonico Corrado Tamburino Merlini e da Luigi Capuana, alle quali si intrecciano quelle desunte dalla sua produzione poetica, in particolare dal poemetto a carattere satirico La Pigghiata per cui si può affermare che storia e leggenda caratterizzano la sua vicenda biografica.

Paolo Maura nacque il 23 gennaio del 1638 da Carlo e Petra Maura. Venne battezzato dal curato Mario Maura nella chiesa di S. Agrippina, dove ancor oggi nell'archivio parrocchiale se ne conserva l'atto. Frequentò il collegio gesuitico menenino, ove convenivano molti giovani da ogni parte dell'isola per studiarvi retorica.

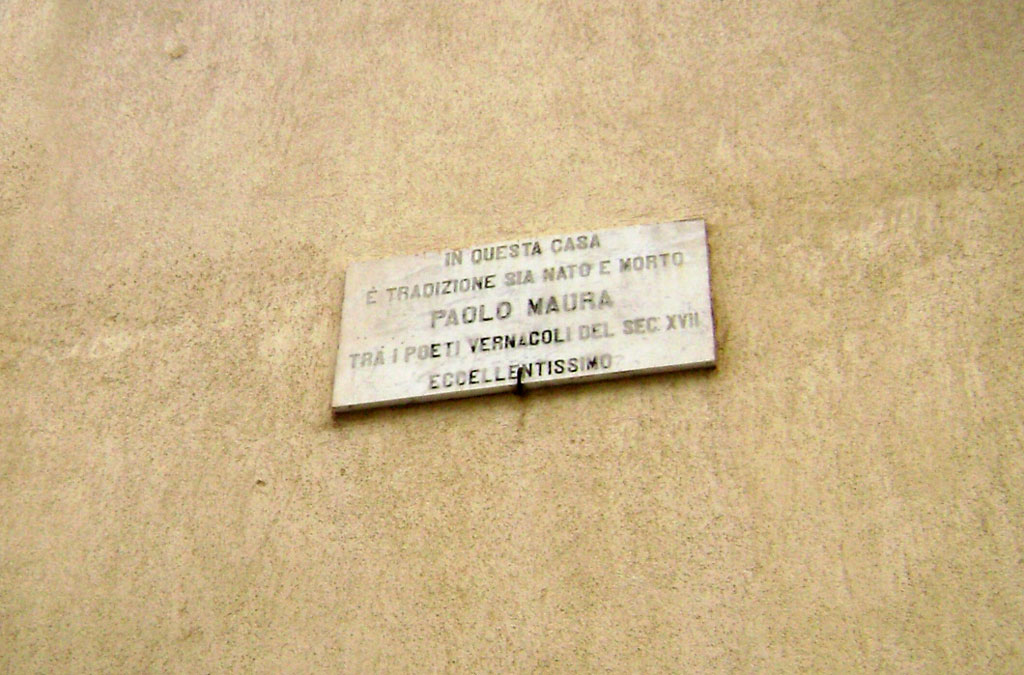
Targa commemorativa posta sulla presunta casa natale

Secondo il Leanti fu un uomo raffinato e le sue citazioni classiche, mitologiche, dantesche e la preparazione retorica dimostrano un discreto retroterra culturale. Si attorniò di amici di grande prestigio come il barone Orazio Capuana e il Rettore del Collegio dei Gesuiti.

Trascorse la sua vita nell'agiata villa di proprietà in contrada Camuti, detta Chianu a Maura.
Una villa avvolta da un certo fascino, dal momento che secondo la leggenda al suo interno doveva esistere la Pietra della Poesia, dove non solo il Maura era solito scrivere versi, ma era il luogo in cui si radunavano i poeti dialettali dell'isola per improvvisare, poetare e recitare. Questa tradizione si è protratta fino al secondo decennio del secolo scorso.
Maura lesse Dante (come si può intuire da La Pigghiata) ma non ne condivise la concezione teologica medievale della Fortuna, come intelligenza celeste che guida e regola tutto, su questo tema il Maura si trovò in perfetta sintonia con la concezione classica dove la Fortuna era presentata come una dea bendata, arbitro del mondo, e non a caso inizia La Pigghiata con i versi in cui definisce la Fortuna foddi spirdata (folle spiritata).

La prima fase giovanile del Maura, immerso nella serenità della sua campagna, che per certi versi potremmo definire arcadica fu caratterizzata dall'innamoramento per una giovane della nobile e ricca famiglia Maniscalco, una delle più potenti dell'epoca, appartenente al ristretto nucleo di coloro che dettavano legge.

Fu proprio la “legge” della famiglia Maniscalco a mutare radicalmente la vita del Maura, che dapprima venne rinchiuso nel carcere di Piazza Armerina lu Casteddu e successivamente presso la Vicaria di Palermo.
L'amore per la giovane Maniscalco fu ben presto ricambiato, ma l'opposizione della famiglia fu drastica e per interrompere questa relazione la ragazza venne rinchiusa, come monaca di clausura, nel monastero di Santa Maria degli Angioli a Mineo.

Il giovane Maura non si rassegnò alla reclusione dell'amata e pur di vederla affacciata alla finestra trascorreva intere giornate di fronte al monastero seduto sui gradini della Chiesa di Santa Maria della Mercede, e non sono da escludere furtivi incontri tra i due giovani amanti.

Un aneddoto raccontato ancora qualche decennio fa voleva che il Maura si introducesse nel monastero attraverso le fognature per incontrare l'amata e che una volta scoperto fosse stato accusato di pubblico scandalo e scomunicato dalla Chiesa, e successivamente arrestato con la complicità di preti sgherri e dei traditori parenti, e proprio a questi non lesinerà frecciate nei suoi versi.

Non si hanno notizie per stabilire con esattezza quando fu arrestato né quanto tempo rimase in carcere, sappiamo soltanto che uscì nel 1673, grazie a un componimento dal titolo Miserere, invettiva contro la città di Messina in occasione della rivolta del 1672.

L'opera non è stata tràdita da nessuna delle edizioni a noi note, anche se dobbiamo supporre che almeno fino alla seconda metà dell'Ottocento fosse conosciuta come attestato dal giudizio del Capuana che la ritiene di scarso valore artistico.

Lo stesso anno ed esattamente il 23 gennaio del 1673, proprio il giorno del suo trentacinquesimo compleanno, sposò Doralice Limoli, figlia di Claudio e Agrippina Limoli, come si evince dal relativo atto conservato presso la Chiesa di Sant'Agrippina.
Non si sa se il matrimonio fu voluto dal Maura o gli fu imposto dai Maniscalco, i quali, pur essendo passato parecchio tempo dall'incarcerazione, vollero proteggere in tal modo la figlia.
L'amore arrecò ancora una volta grandi sofferenze al nostro a causa della morte della moglie, la quale gli aveva offerto un periodo di serenità dopo le tribolazioni del carcere, e a lei post mortem dedicherà dei versi ricchi di delicatezza, dal triste sapore amaro, lontano dai toni satirici tipici del Maura.

Questa tragedia lo portò ad isolarsi sempre più nella sua villa, lontano da Mineo e dai suoi concittadini verso i quali nutriva un acerbo disprezzo che si acuiva con il passar degli anni, ma anche la sua “amata” Camuti non era più “l'agiata villa” del periodo giovanile, sia perché durante la sua prigionia le terre erano state male amministrate e pressoché incolte, sia per le sopravvenute ristrettezze economiche che in parecchie occasioni, pur con estrema sofferenza, lo portarono a chiedere aiuto a qualche amico fidato e finanche all'odiato cugino Don Stefano Jaluna.

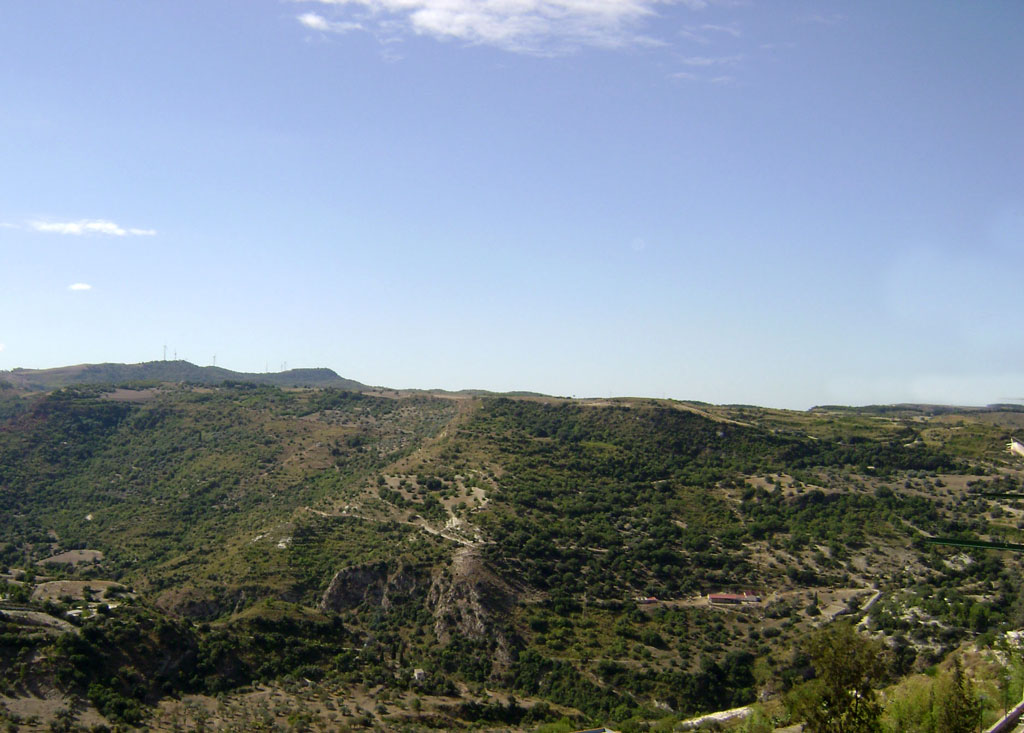
L'altopiano di Camuti

La travagliata vita del Maura si incrociò con la tremenda tragedia del disastroso terremoto del 1693, che gli ispirò uno dei componimenti più toccanti.
Alla stessa stregua del cambiamento dello stile di vita va registrato un cambiamento radicale nel tipo di produzione poetica, dal giovanile tono satirico si passa ad un tono prettamente moraleggiante, con un'analisi lucida degli errori del passato, e nell'intento di offrire il suo esempio come monito per frenare l'impeto giovanile.
L'ultima produzione del Maura, non casualmente, affronta il tema della morte, che il poeta dovette sentir prossima e che ineluttabilmente sopraggiunse il 24 settembre del 1711, come si evince dall'atto di morte conservato presso l'archivio parrocchiale della Chiesa di Santa Maria Maggiore in Mineo. Dallo stesso atto si desume che, in quanto appartenente alla confraternita del Santissimo Sacramento, fu seppellito nei locali annessi alla chiesa dell'attuale salone parrocchiale.

## Poetica
La cultura siciliana nel Seicento fu sottoposta al rigoroso controllo della corona spagnola, la quale ridusse il paese ad uno stato di immobilismo a cui furono interessati particolarmente i baroni. Ciò che caratterizzò i testi letterari di questo periodo è l'assenza di qualsiasi riferimento alla situazione socio-politica dell'isola e il Maura non costituì un'eccezione.
Il modello a cui il poeta di Mineo si rifaceva era il petrarchismo cinquecentesco, senza però dimenticare la lezione di Torquato Tasso. Ma il petrarchismo non bloccò l'introduzione di novità, anzi il Maura, come altri poeti siciliani a lui coevi (Antonio Veneziano, Simone Rau e Requesens ecc.), apportò elementi di innovazione: nel suo caso la predilezione per la satira. La satira ha lo scopo di osservare l'ambiente popolare per descriverne i malumori nei confronti del governo, l'ambiente contadino, la vita di ogni giorno.
La poesia satirico-burlesca, a cui si può ascrivere l'opera mauriana, si diffuse nel 1600 e fu lo specchio dello spirito burlesco dei poeti siciliani, che in quel particolare momento avevano trovato modelli unici da “esaltare” come viceré, ufficiali e nobiluomini spagnoli. Ciò che ha reso unica la poesia satirico-burlesca siciliana è la capacità di rappresentare il fatto vero e serio come qualcosa di ridicolo, come una parodia, ciò nasceva dal fatto che i poeti volevano soddisfare il gusto del loro pubblico stanco di elogi ed encomi, per ascoltare i fatti veri. Proprio a Mineo troviamo poeti che scrivono satire politiche come il barone Orazio Capuana e Michele Amodio, il quale, per molti aspetti, sembra precorrere il Maura.
E fu proprio a questo genere di satira che si opposero gli spagnoli. Quando i poeti avevano il coraggio di scrivere apertamente la loro satira politica pagavano con la prigione il prezzo del coraggio, e sono proprio i versi scritti durante la prigionia quelli più ricchi di realismo e sentimento, si pensi alla descrizione dell'ambiente carcerario e dei carcerieri stessi che i vari autori fanno, tra cui lo stesso Maura ne La Pigghiata.
Ma se l'ambiente politico offrì modelli originali non fu da meno la sfera ecclesiastica. Il poeta mise a nudo i vizi, la corruzione, il malcostume, gli intrighi che si celavano sotto i sacri abiti, personaggi che con abile astuzia si dimostravano molto più pericolosi dei governanti, in quanto non solo riuscivano a tutelare, ma ad ingigantire, come fecero i gesuiti, il loro patrimonio in nome della “fede”.
Ma nella satira del Maura si aggiunge l'elemento autobiografico: le difficoltà economiche, la morte della moglie, l'ingiustizia che prevale sui giusti, temi che si fondono con quelli tipici della poesia burlesca (misoginia, misoclericalismo ecc.). La satira non risparmiò nessuno, e sia che fosse a sfondo politico, clericale o sociale era sempre pungente, provocatoria con l'unico scopo di smascherare i vizi e le ipocrisie dell'epoca e fornire un'immagine quanto più possibile realistica della società secentesca, sfruttando eleganti motteggi tipici dell'animo siciliano, a cui si aggiunse la tendenza alla sentenziosità.

## Opere
Maura scrisse soprattutto in vernacolo siciliano. La forma che predilesse fu l'ottava siciliana, del poeta se ne tramandano circa 300 (Canzuni). In lingua toscana si è tramandato un lungo componimento strutturato in venti quartine dedicato a Maria Vergine (Ave Maria). Tra i componimenti che ci sono giunti si trova anche una terzina in latino. L'opera più significativa resta, comunque, La Pigghiata, un poemetto in terza rima in forma epistolare e d'impronta schiettamente autobiografica.

### Canzuni

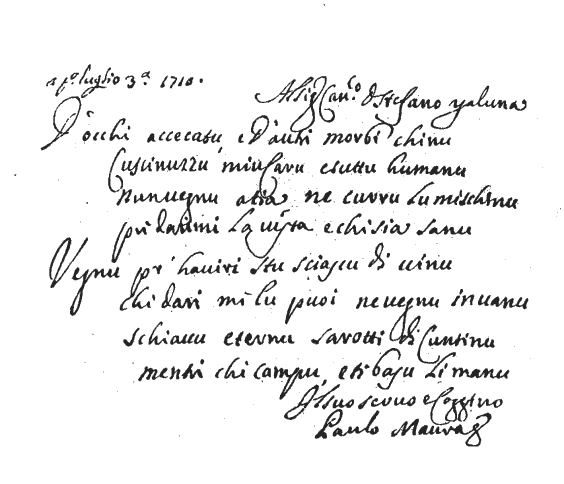
Ottava autografa del poeta

Attraverso le edizioni a stampa del Trento, Ferrer e Capuana si sono tramandate circa 300 ottave. I temi trattati permettono di raggrupparle in sette gruppi tematici alquanto omogenei: digressioni sulla fortuna e il mondo che inganna, sulla giustizia, schizzi caricaturali, contro l'amore; l'amore, la vita e la morte, ottave di ispirazione spirituale.
Nella concezione del Maura la vita di ogni uomo è regolata dalla cieca Fortuna che come una “dea bendata” elargisce doni in maniera diseguale, disprezzando e odiando i più intelligenti, facendo sì che l'ignoranza venga adorata da tutti. Il Maura si rende conto che è impossibile sfuggire al vortice della fortuna che travolge tutto e tutti, proprio per questo motivo pur ammirando Dante rifiuta la sua concezione teologica della fortuna, come intelligenza celeste, per accettare in pieno quella classica. Molte delle sue ottave tendono a sottolineare, così, l'incapacità d'opporsi alla bieca malvagità della sorte.
Probabilmente nell'urgenza della biografia rilevante diviene per il Maura un altro tema cardine, quello della Giustizia. Egli constata amaramente come essa è stata messa da parte o scacciata da questo mondo. Un tema alquanto comune alla poesia satico-burlesca che di Domenico di Giovanni (Burchiello) passa al Maura attraverso Francesco Berni. Ai poeti toscani il poeta siciliano si avvicina nella scelta della satira di carattere, nella quale il Maura con precisione pittorica riuscì a dare al lettore dei “ritratti” indimenticabili di sbirri, di preti, di avidi e golosi, di cinici e ipocriti, di cornuti e falsi poeti..
Si apre poi la vasta pagina dedicata dal Maura al tema dell'amore, dei doni che sa elargire e degli atroci tormenti che dispensa.  La donna è fonte di sofferenza, di sospiri nel momento in cui non ricambia l'amore. Anche se, negli attimi in cui il sentimento si fa più intimo, più caro, ripiegato nel silenzio e nel pianto in cui si svelano le emozioni più profonde il poeta sa rendere il tema amoroso in tutto il suo splendore.
Con l'avanzare degli anni, quando la stanchezza fisica ormai pesa, il Maura si sente prossimo alla morte e proprio a lei dedicherà gli ultimi suoi versi, scritti sotto forma di confessione-testamento, dove non prevale più quel tono altero e satirico del Maura giovane, ma un tono pacato, rassegnato di chi per la prima volta sa veramente ciò che l'attende. L'impetuosità del Maura svanisce completamente nei componimenti religiosi, dedicati a Cristo, a Maria Vergine e a Santa Agrippina, patrona di Mineo. Se il Maura fu un anticlericale, non fu un anticrististiano; la sua fede è solidamente ancorata alla tradizione. Egli stesso si considera un Cristo tradito da mille Giuda. Ed ecco dunque che alla fine della sua esistenza il Maura pare riconciliarsi con il Mondo, con la Sorte, con tutti: chiude gli occhi confidando nella bontà del Padre onnipotente e nella giustizia divina.

### Ave Maria
A Maria Vergine, in occasione del terribile Terremoto del Val di Noto del gennaio 1693, è dedicato l'unico componimento in lingua toscana giuntoci. La composizione, strutturato in venti quartine, ha per titolo Composizione devota sopra l'Ave Maria in occasione del terremoto del 1693.
Si tratta di un totale di cento versi, venti quartine a rima chiusa (ABBA) più un quinto verso che riprende una o più parole dell'Ave Maria in lingua latina. L'insieme di tutti i quinti versi costruisce la notissima preghiera: Ave Maria gratia plena, Dominus tecum. Benedicta tu in mulieribus. benetictus fructus ventris tui, Jesus. Sancta Maria, mater dei, ora pro nobis, peccatoribus. Nunc et in hora mortis nostræ. Amen.
I versi in italiano, in ogni caso, accolgono le singole parole o frasi latine in un contesto diverso ed organico, teso a descrivere il terribile evento sismico e a implorare in una sorta di atto di dolore il perdono divino.

### La Pigghiata
La Pigghiata, ovvero La Cattura, è il poema più noto del Maura, composto in terzine, mette in luce tutte le capacità poetico-artistiche del poeta.
La vicenda individuale narrata nel poemetto si apre ad un respiro collettivo diventando quasi un'esperienza universale. Lo spunto personale si trasforma in un affresco unico, totalizzante, della realtà siciliana del seicento, ma assume contemporaneamente i tratti di una vicenda fuori dallo spazio e dal tempo, per divenire paradigmatica parabola della condizione umana.
La Pigghiata racchiude in sé tematiche, topoi e formule che si possono incontrare in tutta la restante produzione poetica del Maura.
Premesso ciò, segnaliamo che il poema è stato tràdito solo dall'edizione Trentu (1759) e poi ripubblicato da Luigi Capuana nell'edizione Brigola (1879), e che dello stesso esistono due edizioni con traduzione. La prima di Carlo Muscetta, edita da Einaudi (1964), e la seconda a cura di Giuseppe Bonaviri, per i caratteri della Sellerio (1979).
Si tratta di un poemetto in forma epistolare. Destinatario del componimento è un amico (figura che evidentemente rispecchia un diffusissimo topos letterario) al quale il Maura si rivolge solo nei primissimi versi e negli ultimi, il lungo incipit e l'explicit fungono così da cornice per la narrazione della vicenda biografica, all'interno della quale hanno amplissimo spazio le digressioni che ricalcano pedissequamente le tematiche delle ottave.
Da un punto di vista formale abbiamo di fronte un componimento in endecasillabi secondo lo schema della Commedia dantesca ABA BCB CDC ecc.
Da un punto di vista narrativo i 575 endecasillabi del testo possono essere suddivisi in quattro momenti distinti che corrispondono anche a quattro luoghi diversi. Il cappello iniziale con le sue frequenti digressioni è ambientato nel carcere della Vicaria di Palermo; segue la vicenda vera e propria della cattura ambientata a Mineo. Il Maura è condotto al castello di Piazza Armerina, dove fa tappa in direzione della capitale vicereale. Infine il poeta giunge alla Vicaria di Palermo.

## Edizioni a stampa
La prima edizione a stampa delle poesie del Maura fu pubblicata a Palermo nel 1758 ad opera dell'editore Emanuele Ferrer dal titolo Canzuni Siciliani di D. Paulu Maura, di la cità di Mineu. Cu n'appendici di pochi canzuni di Oraziu Capuana Baruni di lu Casteddu Reggiu di la stissa cità.
La seconda edizione vide la luce nel 1759 a Caltagirone, ad opera dell'editore Simone Trento con il titolo: Li veri Canzuni, ccu la Pigghiata, e na divota cumposizioni italiana supra l'Ave Maria di D. Paulu Maura Celibri Pueta di la Cità di Miniu. Una ccu alcun' autri Sinceri Canzuni di Oraziu Capuana Baruni di lu Reggiu Casteddu di la stissa Cità.
Quest'ultima edizione ci è giunta mutila; ma presso [la biblioteca comunale di Caltagirone] se ne conserva una copia manoscritta integra risalente con tutta probabilità ai primi del XIX secolo (Manoscritto Randazzini).

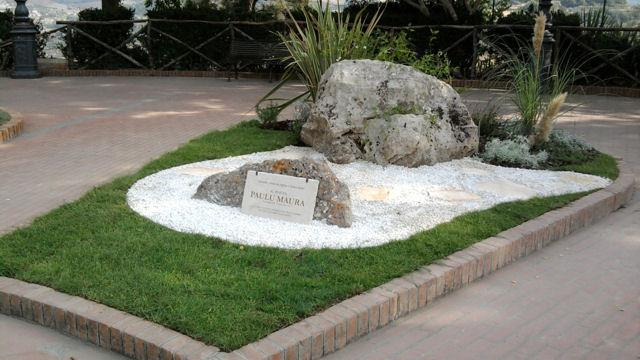
Mineo: monumento dedicato al poeta (2011)

Due edizioni ottocentesche furono curate da Luigi Capuana e stampate rispettivamente, una a Catania nel 1871 presso la casa editrice Galatola dal titolo: La Pigghiata e li Canzuni di Paulu Maura di Miniu, edizioni riurdinata e curretta, ccu aggiunti inediti insemi a li Canzuni di lu Baruni Oraziu Capuana, l'altra, a tiratura limitata in carta imperiale Maffizzoli e di cui una copia si conserva presso la [Biblioteca di Mineo], a Milano nel 1879 per i caratteri dell'editore Gaetano Brigola dal titolo: Poesie in dialetto siciliano, con alcune di altri Poeti Mineoli.
L'ultima edizione di un'opera del Maura è La Cattura (La Pigghiata) con testo a fronte in italiano a cura di Giuseppe Bonaviri edita a Palermo da Sellerio (1979).
Tutte le edizioni precedenti risultano in ogni caso parziali. Nel gennaio del 2011, a cura del Centro Culturale Permanente "Paulu Maura" di Mineo, in occasione dei festeggiamenti per il 300º anniversario della morte, è stata pubblicata una edizione completa di tutte le opere del poeta.

## Altro
Il 24 settembre 2011, il giorno del 300º anno della morte, è stato inaugurato un monumento dedicato a Paolo Maura (Paulu Maura in siciliano) presso la Villa Comunale Umberto I di Mineo. Il monumento è costituito da una lapide che riporta explicit de La Pigghiata e recita: «Viscottu, ventu in puppa e barca lesta! /  Al poeta/ PAULU MAURA / 23 gennaio 1638 - 24 settembre 1711 / Il Centro Culturale Permanente "Paulu Maura" nel trecentesimo della morte» e da un masso proveniente dall'altopiano di Camuti, una roccia che rappresenta la Pietra della poesia.
Il monumento, distrutto da alcuni vandali, è stato successivamente ricostruito.